# Guo Songling

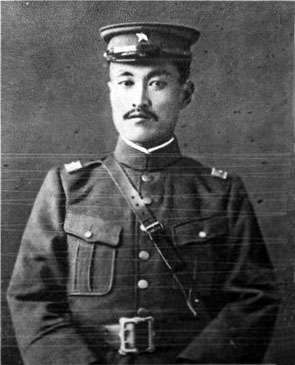
Guo Songling (1924)

Guo Songling (chinesisch 郭松齡 / 郭松龄, Pinyin Guō Sōnglíng, W.-G. Kuo Sung-ling; Zì Màochén 茂宸; geboren 1883 in Fengtian (heute: Shenyang) China; gestorben 24. Dezember 1925 daselbst, Republik China) war ein führender chinesischer Befehlshaber in der Armee von Zhang Zuolin (1875–1928), Kriegsherr in der Mandschurei.

## Leben und Wirken
Guo Songling trat im Jahr 1912 zum Studium in das „Beijing General School Research Institute“ (北京將校研究所,  Běijīng Jiàngxiào Yánjiūsuó) ein. Nach seinem Abschluss mit hervorragenden Ergebnissen wurde er 1913 in die dritte Phase des Aufbaustudiengangs (Forschungsklasse) der „Beijing Army University“ (北京陸軍大學,  Běijīng Lùjūn Dàxué), heute „Army Command and Reference College“ (陸軍指參學院,  Lùjūn Zhǐcān Xuéyuàn) der „National Defense University“ (國防大學,  Guófáng Dàxué) aufgenommen. Nach seinem Abschluss im Jahr 1916 diente er als Ausbilder an der „Beijing Army University“.
Nachdem Guo Songling Stabschef geworden war, absolvierte er eine militärische Weiterbildung und machte Zhang Xueliangs Gardebrigade zu einer der wenigen Elitetruppen der Fengtian-Clique. Im Juli desselben Jahres brach der Zhili-Anhui-Krieg (直皖戰爭, 14. Juli 1920 bis 23. Juli 1920) aus. Guo Songling wurde von Zhang Zuolin zum Vorhutkommandeur ernannt, um die Zhili-Clique zu unterstützen. In Tianjin besiegte er zwei Brigaden der Anhui-Clique mit einem Regiment. Danach leistete Guo Songling große Verdienste im Kampf gegen Banditen im Nordosten Chinas und gewann nach und nach das Vertrauen von Zhang Zuolin.
1925 revoltierte Guo jedoch gegen Zhang und drängte ihn fast aus der Macht. Guo hatte die Revolte am 22. November 1925 gestartet und gewann in den folgenden Wochen eine Reihe von Siegen. Aber der Versuch schlug fehl, weil die japanisch Kwantung-Armee eingriff. Die japanische Führung war zum Schluss gekommen, das eine fortgesetzte Regierung Zhangs in der Mandschurei besser sei, als eine Kontrolle durch Guo. Daher gaben sie Zhang die notwendige Unterstützung.
Guos Truppen wurden am 23. Dezember entscheidend geschlagen. Zhangs Leute konnte Guo und seine Frau Han Shuxiu (韓淑秀) festnehmen. Beide wurden am folgenden Tag erschossen.